# 下川履信
下川履信（日语：／ Shimokawa Rishin */?，1889年7月19日—？），日本福岡縣人，教育家，曾任臺灣總督府臺北高等學校（今國立臺灣師範大學）校長。

## 生平
下川履信1889年7月19日出生於福岡縣三瀦郡田口村大字幡保（今福岡縣大川市幡保）二十八番地:169，1903年入讀福岡縣立中學傳習館（今福岡縣立傳習館高等學校），1908年畢業後隨即進入第五高等學校，1911年畢業，同年9月至東京帝國大學文科大學，1914年自哲學科畢業:169。1915年其前往靜岡縣立濱松中學校（今靜岡縣立濱松北高等學校）擔任教授囑託，翌年改赴靜岡縣立濱松師範學校（靜岡大學前身）任教，1917年任濱松中學校教諭，翌年任同校舍監，1919年任大阪市視學，翌年4月任大阪市社會教育課長，8月依願免去職務，改任秋田鑛山專門學校教授，9月敘正七位。1921年8月赴中華民國出差，12月任社會教育講師，1922年獲敘從六位。
1924年下川獲敘正六位，翌年任秋田鑛山專門學校生徒監，此後又任該校專科講師，1927年2月前往德國研究倫理學及倫理學教育，4月敘從五位，後又赴俄羅斯、美國，最終又回德國進行博物館制度的調查，1929年返回日本。1930年獲授勳六等瑞寶章，1932年敘正五位，1933年任秋田鑛山專門學校生徒主事，1935年因擔任臺北帝國大學學生主事及學生課長而前往臺灣，1937年至朝鮮出差:26，1940年擔任臺灣總督府視學官、教科書調查會委員、初等教育制度審議委員會幹事、臺灣教員檢定委員會常任委員，次年任臺灣總督府臺北高等學校校長，至1946年結束。戰後其負責臺北高等學校之校產移交，返回日本後擔任福岡商科大學（今福岡大學）校長。